# Летище Седес
Летище Седес (на гръцки: Αεροδρόμιο Σέδες) е летище в Централна Македония, Гърция, край градчето Седес (Терми). Летището се се използва от Военновъздушните сили на Гърция.

## Местоположение
Разположено е на15 km изтчно от Солун и на 3 km североизточно от Летище Македония.

## История
Историята на летището започва от периода на Балканските войни. След това е използвано от френските и гръцките сили през Първата световна война, като там под френско командване функционира Междусъюзническият център за обучение на съюзническите армии на Изток (Centre d'entraînement des armées alliées en Orient). Пистата му е единствената използвана в Европа, която е павирана с метални решетки, доставени по плана Маршал.

## Инфраструктура
Летището се намира на надморска височина от 34 m (110 фута). Има повърхностна писта с метални решетки с размери 1280x30,5 ,m (4200x100 фута). Адресът на пистата е 13/31.